# 郭家桥乡 (吴忠市)
郭家桥乡，原名郭桥乡，是中华人民共和国宁夏回族自治区吴忠市利通区下辖的一个乡镇级行政单位。

## 行政区划
郭桥乡下辖以下地区：
杨家岔村、吴家桥村、郭家桥村、刘家湾村、山水沟村、清水沟村、涝河桥村和马家湾村。